# Cool Boarders 2001
Cool Boarders 2001 — компьютерная игра в жанре симулятора сноуборда, разработанная Idol Minds и изданная Sony Computer Entertainment на PlayStation и PlayStation 2. Игра была выпущена только в Северной Америке.

## Оценки
| Сводный рейтинг    | Сводный рейтинг | Сводный рейтинг |
| Издание            | Оценка          | Оценка          |
| Издание            | PS              | PS2             |
| ------------------ | --------------- | --------------- |
| GameRankings       | 56,32 %         | 76,08 %         |
| Metacritic         | 56/100          | 78/100          |
| Иноязычные издания |                 |                 |
| Издание            | Оценка          | Оценка          |
| Издание            | PS              | PS2             |
| AllGame            | N/A             | [ 5 ]           |
| EGM                | 4,17/10         | 7,5/10          |
| Game Informer      | 5,5/10          | 8,25/10         |
| GamePro            | [ 10 ]          | [ 11 ]          |
| GameRevolution     | C−              | B               |
| GameSpot           | 3,7/10          | 7,6/10          |
| GameSpy            | N/A             | 74 %            |
| IGN                | 4/10            | 7,8/10          |
| Next Generation    | [ 19 ]          | [ 20 ]          |
| OPM                | [ 21 ]          | [ 22 ]          |
| X-Play             | [ 23 ]          | N/A             |
| Maxim              | 4/10            | N/A             |

По данным агрегатора рецензий Metacritic, версия игры для PlayStation получила смешанные отзывы, а для PlayStation 2 — в целом положительные. Сэмюэл Басс из Next Generation, обозревая версию для PlayStation, называл её «игрой из прошлой эры в эпоху выхода SSX. Cool Boarders 2001 банально предлагает слишком мало и слишком поздно». Джефф Лундриган, описывая версию для PlayStation 2, написал: «это явно не худший возможный симулятор сноуборда, но существуют куда лучшие».